# ジョルジュ・ルフェーブル

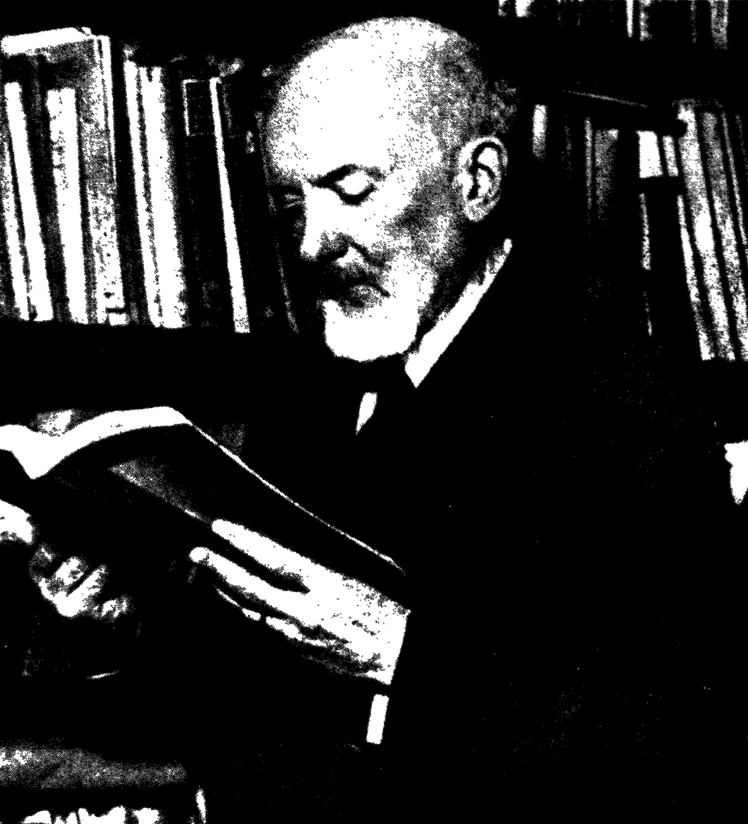
ジョルジュ・ルフェーブル

ジョルジュ・ルフェーブル（Georges Lefebvre、1874年8月6日 - 1959年8月28日）は、フランスの歴史家。フランス革命研究に多大な功績を残した。

## 生涯と研究
リール生まれ。1924年、学位論文として「フランス革命下のノール県の農民（Les paysans du Nord pendant la Révolution）」を発表した。クレルモンフェランやストラスブールで教壇にたったのち、1935年よりソルボンヌ大学（パリ大学）教授として、革命史講座を担当した。
フランス革命を、「貴族の革命」「ブルジョワ革命」「都市民衆の革命」「農民革命」という四つの革命の複合としてとらえ、従来の単純化された革命像（唯物史観に基づく単なる革命賛美や、その逆説として革命を単なるテロとみなし矮小化するような主張）を排して重層的に革命を説明しようとした。フランス革命とは、この四つの革命が自律的に進展するものであるとして、それぞれの革命ごとに構成員・動機・目的などが異なっていると分析した。ルフェーブルは、フランス革命を最終的にブルジョワ革命（市民革命）ととらえるが、それは従来の唯物史観に基づくブルジョワ革命像とは異なり、進展する四つの革命がブルジョワの利益に沿った形で収束した結果、「ブルジョワ革命」としての成果が残されたと考えた。
これまでのフランス革命研究でも、アルベール・マティエのように革命をより細かく分類して論じたものはあったが、マティエは時系列にそって革命を五つの段階に分類するにとどまり、同時に複数の革命が進展することを体系的に示したものではなかった。この点で政治史主体の「上からの」視点に立脚していた。これに対して、ルフェーブルの都市民衆や農民の視点に立った、いわゆる「下から」のまなざしは、これまでのフランス革命研究とは一線を画するものとなった。1970年代ころより盛んになるフランス革命の「心性史」や社会史的アプローチにも道を拓いたといえる。

## 翻訳
- 柴田三千雄訳『フランス革命と農民』 未來社、1956年、新版1984年
- 高橋幸八郎・柴田三千雄・遅塚忠躬訳『一七八九年 フランス革命序論』 岩波書店、1975年／岩波文庫、1998年
- 二宮宏之訳『革命的群衆』 創文社、1982年／岩波文庫、2007年